# Magyar AC Boedapest

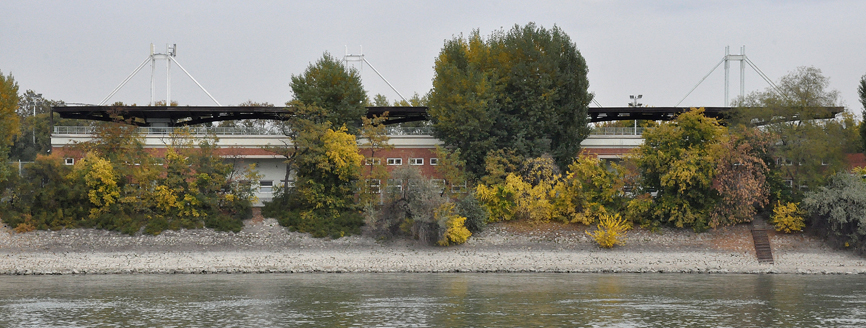
MAC stadion

Magyar Atlétikai Club (kortweg MAC) is een Hongaarse sportvereniging uit Boedapest waarvan de voetbalafdeling de bekendste tak was.
De club werd in 1875 opgericht en de voetbalafdeling ontstond in 1895. In 1928 scheidde de voetbalafdeling zich af. De club werd in 1946 opgeheven. 
In 1988 werd de club heropgericht. In 1993 werd gefuseerd met Népstadion Szabadidő Egyesület tot MAC Népstadion SE. In 2011 werd de oude naam weer aangenomen. In 2013 fuseerde de club met Grund 1986 FC onder welke naam verder gespeeld werd. In 2017 werd Magyar Atlétikai Club andermaal heropgericht.

## Resultaten
- Hongaars kampioenschap: tweede in 1907 en 1909
- Beker van Hongarije: finalist in 1911 en 1914
- Challenge Cup: finalist in 1905